# コーチシナ

コーチシナ（黄色）

コーチシナ（フランス語: Cochinchine française/交趾支那）は、フランス統治時代のベトナム南部を指す歴史的呼称。阮朝ベトナムの行政区分におけるナムキ（ベトナム語：Nam Kỳ / 南圻）に相当し、独立後のベトナムではナムボ（南部）（ベトナム語：Nam Bộ / 南部）と呼ばれている。
フランスは支配下に置いたコーチシナでプランテーションを開始し、天然ゴムなどを安定供給することが可能となった。

## 名称
交趾は元来ベトナム北部の「交趾郡」に由来する古称であったが、フランスが恣意的に使用した名称である。ヨーロッパ各国からはコーチンシナ（英：Cochin China ないし Cochinchina [ˌkoʊtʃɨnˈtʃaɪnə], 仏：la Cochinchine [la kɔʃɛ̃ʃin]）と呼ばれた。

## 歴史

### コーチシナ戦争
1858年にフランス帝国と阮朝の間でコーチシナ戦争（1858年-1862年）が始まり、1859年にフランス軍がサイゴンを急襲して武力占領。1861年にはベトナム南部のザーディン、ビエンホア、ディントゥォン（現在ティエンザン省）の三省を占領（en:Battle of Ky Hoa、en:Capture of My Tho）。

### コーチシナ総督府
翌年6月の講和条約である第1次サイゴン条約で元々の所有者だったフエの阮朝宮廷に対し、これらコーチシナ東部三省とプロコンドル島（Côn Đảo、Poulo Condor）を割譲させた。サイゴンに設置されたコーチシナ総督府が以後、フランスのベトナム侵略の拠点となる。フランスは1863年にカンボジアを保護国とする条約を結んでおり、仏領コーチシナをカンボジアと連結させるため、1867年ヴィンロン、チャウドク、ハティエンのコーチシナ西部三省を武力占領してコーチシナ全域を支配下に置いた。

### フランス保護領コーチシナ
ベトナム宮廷は1874年の第2次サイゴン条約でコーチシナ六省に対するフランスの完全な主権を承認し、直轄領としてのコーチシナ植民地が正式に成立する。また1883年の癸未条約（アルマン条約）によってアンナンよりビントゥアン省が割譲され、コーチシナに編入されている。

### 仏領インドシナ
1887年には新設のインドシナ総督の下で直轄領コーチシナ、保護国アンナン、保護領トンキンを含む仏領インドシナ（インドシナ連邦）が成立した。

### コーチシナ蜂起
1916年、コーチシナ蜂起。

### コーチシナ共和国
1945年にベトナム八月革命でベトナム民主共和国が成立すると、フランスはコーチシナの権益を維持するため、
1946年6月1日にコーチシナ臨時政府を樹立してベトナムからの分離を画策した。
だが、1948年にベトナム国樹立の動きが本格化すると、コーチシナ共和国は自治を前提としたベトナム国への統合を決定し、1949年にベトナム国へ併合された。